# Гимриц
Гимриц (нем. Gimritz) — деревня в Германии, в земле Саксония-Анхальт, входит в район Зале в составе коммуны Веттин-Лёбеюн.
Население составляет 345 человек (на 31 декабря 2009 года). Занимает площадь 7,67 км².

## История
Первое упоминание о поселении относится к 1276 году.
До 31 декабря 2010 года Гимриц образовывала собственную коммуну, куда также входила деревня Рауниц (нем. Raunitz).
1 января 2011 года, после проведённых реформ, Гимриц вместе с Рауницем вошли в состав новой коммуны Веттин-Лёбеюн в качестве района.

## Галерея

Гимриц на карте коммуны
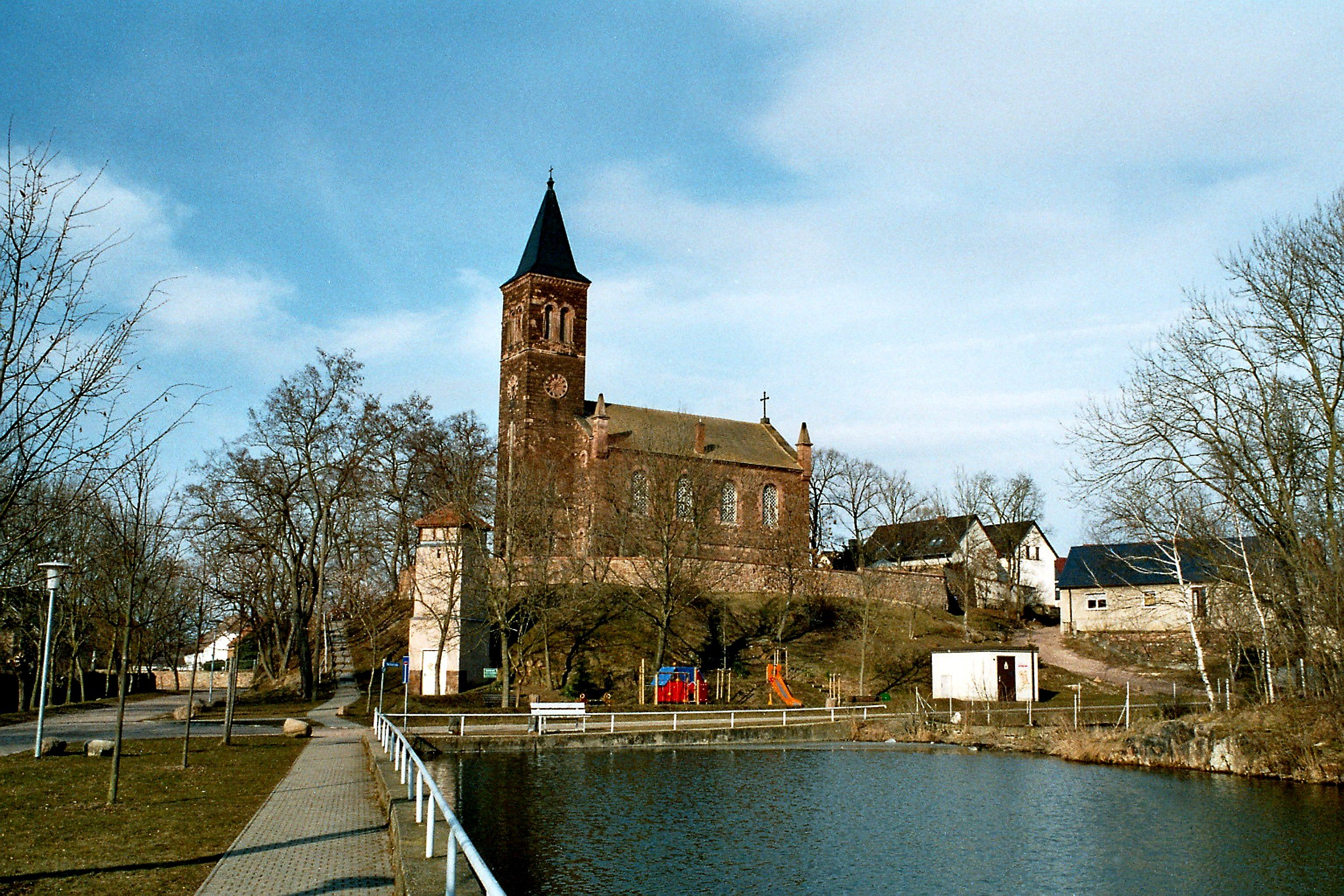
Церковь в Гимрице
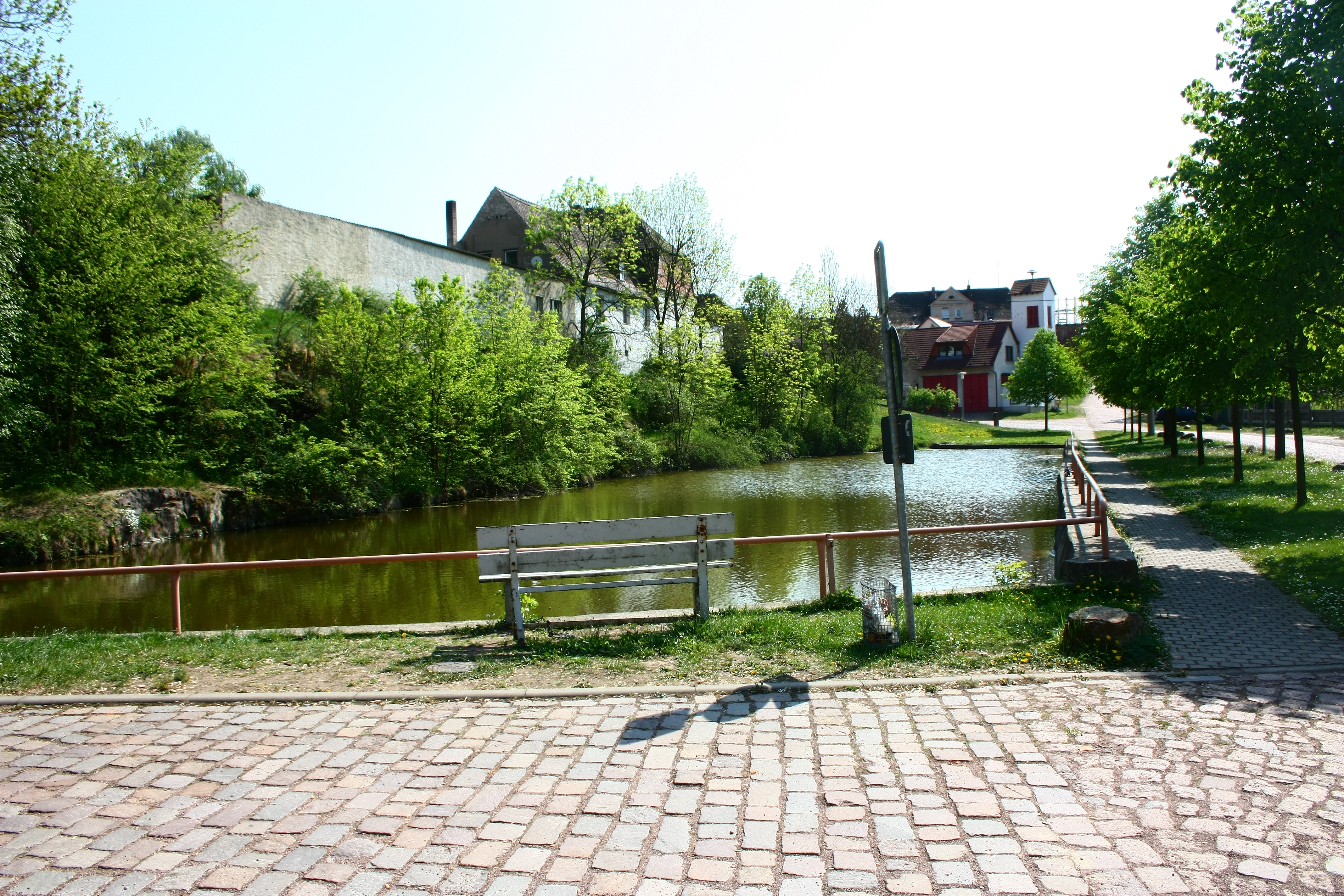
Деревенский пруд
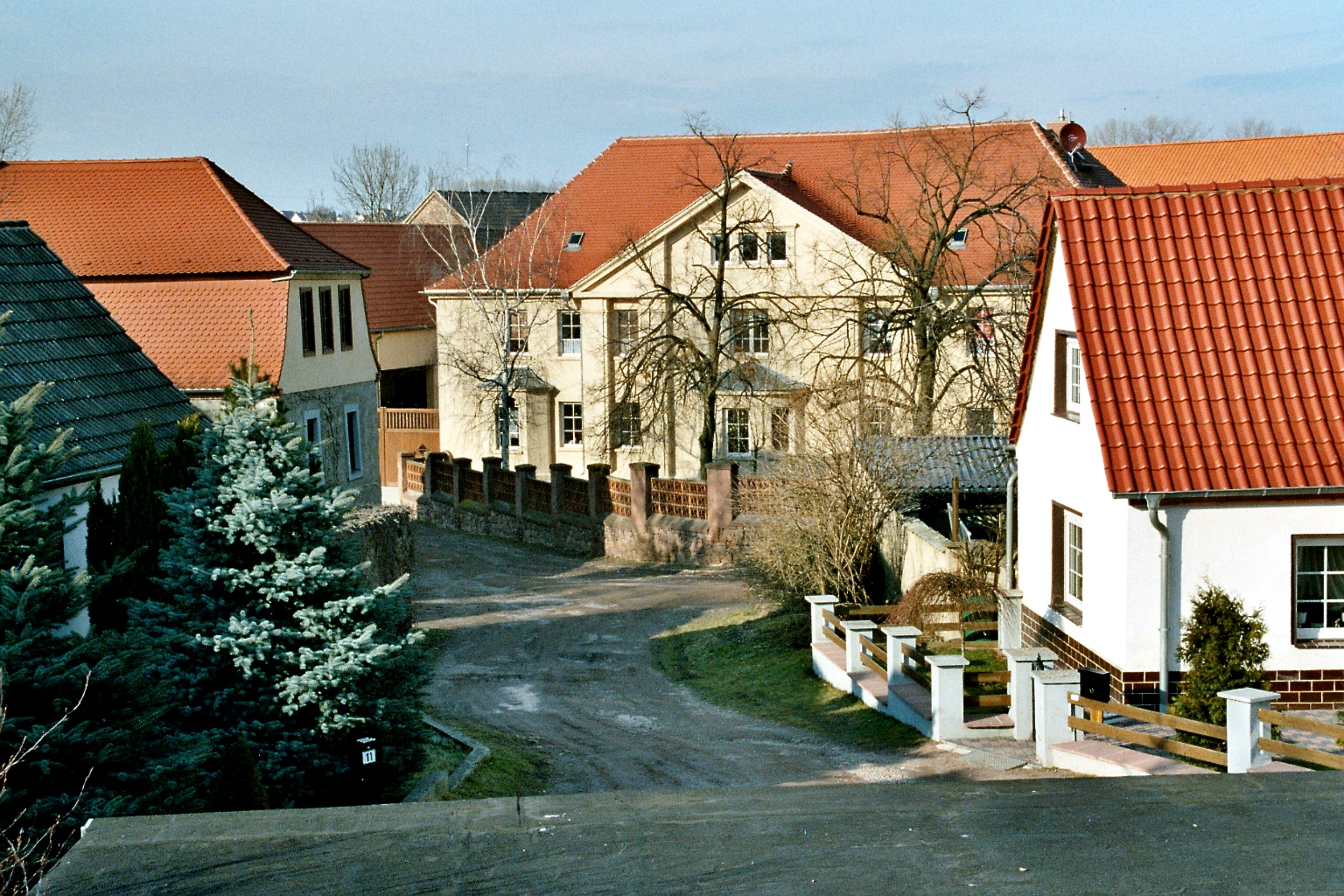
Улица и дома в Гимрице